# Календар на православните църковни празници/Юни

## Юни
Посочени са неподвижните празници от православния календар, които всяка година се случват в един и същи ден.
- 1 юни – Св. мъченици Юстин Философ и Юстин
- 2 юни – Св. Никифор Изповедник. Свети преподобномъченик Еразъм Охридски
- 3 юни – Св. мъченик Лукилиан
- 4 юни – Св. Митрофан, патриарх Цариградски
- 5 юни – Св. свещеномъченик Доротей, епископ Тирски. Св. преподобни Петър Корицки
- 6 юни – Св. преподобни Висарион Чудотворец. Св. Иларион
- 7 юни – Св. свещеномъченик Теодот Анкирски. Св. мъченица Валерия
- 8 юни – Пренасяне мощите на св. великомъченик Теодор Стратилат. Св. мъченици Марк и Юлий Доростолски
- 9 юни – Св. Кирил, архиепископ Александрийски. Международен ден на приятелството
- 10 юни – Св. свещеномъченик Тимотей, епископ Брусенски.
- 11 юни – * Св. апостоли Вартоломей и Варнава. Св. Богородица – достойно естъ
- 12 юни – Св. преподобни Онуфрий Велики и Петър Атонски
- 13 юни – Св. мъченица Акилина. Св. Трифилий Кипърски
- 14 юни – Св. пророк Елисей. Св. Методий, патриарх Цариградски
- 15 юни – Св. пророк Амос. Св. мъченик Исихий Доростолски
- 16 юни – Св. Тихон, епископ Аматунтски
- 17 юни – Св. мъченици Мануил, Савел и Исмаил
- 18 юни – Св. мъченик Леонтий
- 19 юни – * Св. апостол Иуда, брат Господен. Св. преподобни Паисий Велики и Паисий Хилендарски. Св. мъченик Зосим Созополски. Св. Йоан Шанхайски
- 20 юни – Св. преподобни Наум Охридски. Св. мъченик Пин (Бисер). Св. свещеномъченик Методий, епископ Патарски
- 21 юни – Св. мъченик Юлиан Тарсийски
- 22 юни – Св. свещеномъченик Евсевий Самосатски
- 23 юни – Св. мъченица Агрипина
- 24 юни
  - Рождение на св. Йоан Кръстител – Еньовден[1]
  - Св. Никита Ремизиянски († 420)
- 25 юни – Св. преподобномъченица Феврония. Св. преподобни Дионисий Атонски. Св. мъченик Прокопий Варненски
- 26 юни – Св. преподобни Давид Солунски и Давид Български. Свецмъченик Висарион, епископ Смоленски
- 27 юни – Св. преподобни Сампсон Странноприимец
- 28 юни – Пренасяне мощите на св. безсребърници Кир и Иоан
- 29 юни – + Св. славни и всехвални апостоли Петър и Павел (Петровден)
- 30 юни – * Събор на Дванадесетте апостоли[2]